# 核異性体
核異性体（かくいせいたい、Nuclear isomer）とは、ある程度の時間、励起した状態を保っている原子核のことである。
ここで言う励起とは、通常よく言われる電子が受ける電磁気力に基づく原子が励起した状態のことではなく、原子核内の陽子や中性子の間に働く強い力（核力）に基づく原子核のエネルギー状態を意味する。
また原子核レベルのことなので、ある程度の時間というのは通常、10−6(100万分の1)秒から長くて秒単位である。ただし、まれには秒単位をはるかに超えて長いものもある。
核異性体は、あるいは異性核、核異性、準安定核とも言う。

## 概要
原子核では陽子や中性子が互いに深く束縛されエネルギーのもっとも低い状態のときが安定した状態であり、これを基底状態という。しかし、核衝突などで原子核がエネルギーをもらうとエネルギーの高い励起状態になる。
ほとんどの原子核ではエネルギーの高い状態は不安定であり励起状態を保つことが出来ず10−12(一兆分の一)秒程度、長くて10−6秒以内に通常はガンマ線を放射する形でエネルギーを放出し元の安定した低エネルギーの基底状態に戻る。しかし中には10−6秒を超え原子核の励起状態を保つものがある。そういった10−6秒を超え原子核の励起状態を保つものを準安定状態ととらえ核異性体という。
高エネルギー状態でエネルギーが解放されず準安定状態を保ってしまうのは、高エネルギー状態での核子のスピンの状態と低エネルギー状態でのスピンの差が大きいためにガンマ崩壊しにくくなるためだと考えられている。
しかし中には半減期が62秒でベータ崩壊する42mSc(スカンジウム)や半減期45秒でα崩壊する212mPo（ポロニウム）などの例外もある。
核異性体が基底状態に半数が戻る半減期で長いものは秒単位から時間単位であるが、ときに年単位、中には180m1Taの場合のように核異性体の方が基底状態よりはるかに安定で非常に寿命が長く、1200兆年と宇宙の年齢よりはるかに長いものも存在する。励起された核異性体がガンマ線を放出して基底状態にガンマ崩壊することを核異性体転移(Isomeric transition)という。
個々の同位体の準安定同位体は "m" （準安定同位体が複数あるときは、m1, m2, m3, …）をつけて表現する。この記号は、Co-58mまたは58mCoのように質量数の後ろにつける。準安定状態が複数ある場合は励起エネルギーの小さい順に記号をつける（例：177m1Hf:1315.4504(8) keV、177m2Hf:1342.38(20) keV、177m3Hf:2740.02(15) keV）。